# Una temporada en el infierno
Una temporada en el infierno è un album dei Fangoria, pubblicato nell'inverno del 1999 in Spagna dalle etichette discografiche DRO e Warner Music. Successivamente l'album fu pubblicato anche in America Latina con testi in lingua spagnola.
Dall'album, venduto in circa 25 000 copie, sono stati estratti come singoli i brani Electricistas e Me odio cuando miento.

## Tracce
1. Cierra los ojos – 2:57
2. Me odio cuando miento – 4:48
3. No será – 3:42
4. Contradicción – 2:17
5. Electricistas – 4:08
6. Cenizas de sangre – 3:35
7. El glamour de la locura – 3:44
8. Acusada, juzgada y condenada – 3:27
9. Todo lo que amo debe de morir – 3:35
10. Voy a perder el miedo – 4:04
11. A tu lado – 3:07
12. Abre los ojos – 5:22